# Pontos extremos da Espanha
Esta é a lista dos Pontos extremos da Espanha, com os locais mais a norte, sul, leste e oeste.

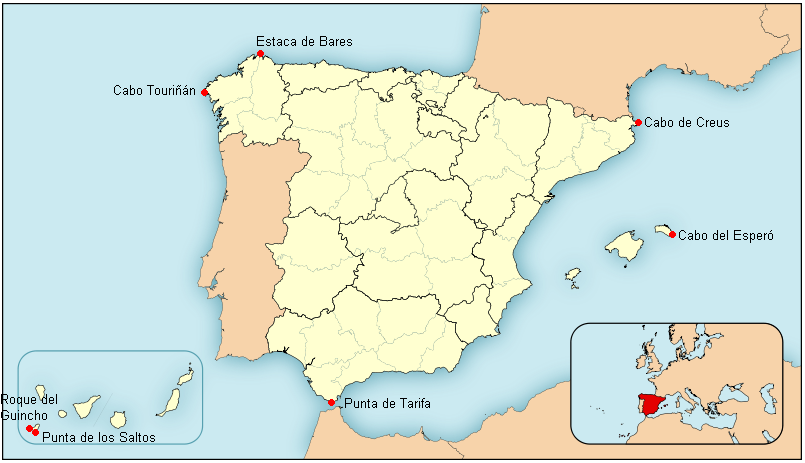
Pontos extremos da Espanha

## Espanha
- Ponto mais setentrional: Ponta de Estaca de Bares, Galiza (43°47'N)
- Ponto mais meridional: La Restinga, El Hierro, Ilhas Canárias (27°38'N)
- Ponto mais ocidental: Punta de la Orchilla, El Hierro, Ilhas Canárias (18°09'E)
- Ponto mais oriental: Ilha La Mola, Maó, Menorca (4°19'E)
- Ponto mais alto: El Teide (3718 m) Tenerife

## Espanha continental
- Ponto mais setentrional: Punta de Estaca de Bares, Galiza (43°47'N)
- Ponto mais meridional: Punta de Tarifa, Andaluzia (36°00'N)
- Ponto mais ocidental: Cabo Touriñán, Galiza (9°18'W)
- Ponto mais oriental: Cabo de Creus, Catalunha (3°19'E)
- Ponto mais alto: Mulhacén (3478 m) Sierra Nevada
- Ponto mais longe da costa (Polo ibérico de inacessibilidade): a sul de Otero (39°59'24N, 4°30'36W)